# Rebbachisaurus
Rebbachisaurus byl rod sauropodního dinosaura z čeledi Rebbachisauridae, který žil na přelomu rané až pozdní křídy na území dnešní severní Afriky (Maroka). Dnes jsou rozlišovány dva druhy rodu rebbachisaurus, R. garasbae, popsaný roku 1954 a pochybný R. tamesnensis, popsaný roku 1957.

## Popis
Dosahoval délky až 14 metrů a hmotnosti kolem 7400 kg, patřil tedy k menším až středně velkým sauropodům. Stejně jako většina ostatních diplodokoidů byl relativně štíhlým tvorem s dlouhým ocasem a malou hlavou na štíhlém krku. Velmi podobné druhy dinosaurů byly objeveny také na území Jižní Ameriky (Rayososaurus), což nasvědčuje spojení africké a jihoamerické pevniny v době před asi 100 miliony let.

## Zařazení a paleoekologie
Tento sauropod zřejmě spadal do kladu (podčeledi) Nigersaurinae, jak ukázal výzkum a fylogenetická analýza z roku 2019. Mezi nejbližší příbuzné tohoto rodu patřily taxony Demandasaurus, Nigersaurus a Dzharatitanis.
Rebbachisaurus byl zástupcem poměrně bohaté a diverzifikované fauny sauropodů v severoafrickém souvrství Kem Kem, v jehož sedimentech byly fosilie tohoto sauropoda objeveny. Výzkum ukazuje, že vzhledem k vysokému množství izolovaných sauropodích zubů musela být na severu Afriky v období spodní křídy mnohem vyšší biodiverzita těchto dinosaurů, než se dříve předpokládalo. Pravděpodobně zde také docházelo k migracím severoafrických dinosauřích populací do tehdejší tropické ostrovní Evropy.